# Рьомін
Рьомін (яп. 良民, りょうみん, «добрий люд») — група населення у стародавній японській «правовій державі» 8 — 10 століть, періоду Нара і Хей'ан. 
Протиставлялися групі «підлого люду» семмін. Приналежність визначалася спадково.
Формувалася з вільних общинників, провінційних ремісників та інших мешканців столиці, включаючи чиновників нижнього і середнього рангу, які вважалися власністю японської монархічної держави. Їх реєстрували у книгах «подвірного реєстру» косекі і надавали земельний наділ, з якого необхідно було сплачували податки уряду. Вони також були зобов'язані проходити чиновницьку чи військову службу, і відробляти 2-місячну трудову повинність.